# Ralph de Mortimer (Adliger, † nach 1104)
Ralph de Mortimer (auch Ralph I de Mortimer, Raoul oder Ranulph de Mortemer) (* vor 1080; † nach 1104) war ein anglonormannischer Magnat. Er begründete die Stellung der Familie Mortimer in England.

## Herkunft und Erbe
Ralph de Mortimer war der älteste Sohn des normannischen Adligen Roger de Mortimer und dessen Frau Hawise. Vermutlich wurde Ralph nach Graf Raoul von Amiens und Vexin benannt, der zeitweise Lehensherr seines Vaters war. Sein Vater nahm vermutlich nicht an der Eroberung von England teil, vermutlich war er nie selbst in England gewesen. Ralph erhielt jedoch von König Wilhelm I. schon zu Lebzeiten seines Vaters umfangreiche Besitzungen in England. Das Todesjahr seines Vaters ist unbekannt, doch nach 1080 erbte Ralph auch dessen Güter im Pays de Caux sowie das Erbe seiner Mutter in der Grafschaft Amiens.

## Erwerb von umfangreichen Besitzungen in England
In England hatte Ralph vom König zunächst die Güter des angelsächsischen Thegn Cypping of Worthy in Hampshire erhalten. Dazu erhielt Ralph Hullavington in Wiltshire, das ein früherer Besitz von Harold of Wessex war. Danach erwarb er vermutlich Güter in Lincolnshire und Yorkshire, die vor der Eroberung den Angelsachsen Eadgifu, Orm und Copsi gehört hatten. Nach der gescheiterten Rebellion von Earl Roger of Hereford 1075 erhielt Mortimer dessen beschlagnahmte Güter in Herefordshire, darunter Wigmore Castle, sowie mehrere Güter der 1075 verstorbenen Königin Edith in den Welsh Marches. Von den beschlagnahmten Gütern des Rebellen Eadric the Wild gab der König Amport in Hampshire, Osbaston und Weston in Leicestershire und Stretton Baskerville in Warwickshire an Mortimer. Dazu hielt Mortimer als Vasall von Earl Roger of Shrewsbury Besitzungen in Shropshire. Mortimer bezeugte aber keine Urkunden des Earls, und es gibt auch keine Belege dafür, dass Mortimer als Verwalter des Earls in den Welsh Marches diente, wie eine Chronik im Spätmittelalter behauptet. Mortimer gliederte seine über zwölf Grafschaften verteilten Besitzungen in drei Teile. In Südengland, hauptsächlich in Hampshire, befanden sich mehrere zerstreute, aber einträgliche Güter, deren Mittelpunkt Headbourne bei Winchester war. Weitere Güter besaß er in Yorkshire und Lincolnshire. Der dritte Teil seiner Besitzungen bildeten die Güter in den Welsh Marches um Wigmore, doch im Kampf gegen die walisischen Fürsten hatte er offenbar keinen Erfolg oder spielte keine größere Rolle.
1086 dienten Mortimer in England etwa achtzehn Ritter als Vasallen. Seine wichtigsten Gefolgsleute waren die Normannen Odilard und Richard de Barre, die beide von ihm in den Welsh Marches sowie in anderen Teilen Englands Güter erhielten. Zu seinen weiteren Vasallen gehörten Verwandte von ihm, doch insgesamt gehörten nur wenige Normannen zu seinen Vasallen. Möglicherweise lag dies daran, dass sein Vater immer noch Herr der Familienbesitzungen in der Normandie war, weswegen er von dort nur wenige Normannen ihm folgten. Deshalb vergab Mortimer einen Teil seiner Besitzungen als Lehen auch an Angelsachsen.

## Kronvasall unter Wilhelm I, Wilhelm II. und Heinrich I.
Trotz seiner umfangreichen Besitzungen hatte Mortimer unter König Wilhelm I. nur geringe politische Bedeutung. Er bezeugte nur die Royal Charter, mit der der König die Gründung von Lewes Priory durch Mortimers Verwandten William de Warenne bestätigte, sowie zusammen mit weiteren Baronen aus Hampshire und Wiltshire eine weitere königliche Urkunde. Als es nach dem Tod von Wilhelm I. 1086 zu einem Erbfolgestreit zwischen dessen Söhnen Robert Curthose und Wilhelm kam, unterstützte Mortimer Robert. Er gehörte zu dessen Gefolge, als Robert Ende März 1088 in der Normandie eine Invasion Englands plante. Im selben Jahr kehrte Mortimer nach England zurück und rebellierte zusammen mit anderen führenden Marcher Lords gegen König Wilhelm II. Zusammen mit Roger de Lacy, Bernard de Neufmarché und Truppen von Earl Roger of Shrewsbury stieß er von den Welsh Marches nach Worcestershire vor, wo sie mehrere Güter plünderten. Ein Angriff auf die Stadt Worcester wurde unter Führung von Bischof Wulfstan abgewehrt, worauf die Rebellion zusammenbrach. Vermutlich zog sich Mortimer daraufhin in die Normandie zu Robert zurück. 1090 erreichte der König, dass Mortimer ihn anerkannte, doch einige Jahre später unterstützte Mortimer wieder den Thronanspruch von Robert Curthose. Nachdem dieser jedoch zum Ersten Kreuzzug aufgebrochen war, söhnten sich Mortimer und Wilhelm II. aus. Nach dem Tod von Wilhelm II. gehörte Mortimer 1104 zusammen mit anderen führenden anglonormannischen Baronen zu den Unterstützern des neuen Königs Heinrich I. gegen den vom Kreuzzug zurückgekehrten Robert Curthose. Danach wird Mortimer nicht mehr erwähnt, sein Todesjahr ist unbekannt. 

## Ehen und Nachkommen
Ralph de Mortimer war zweimal verheiratet gewesen. Nach dem Tod seiner ersten Frau Millicent heiratete er vor 1088 Mabel. Er hatte mindestens zwei Söhne und eine Tochter:
- Hugh de Mortimer
- William de Mortimer
- Hawise de Mortimer ⚭ Stephan von Aumale

Mortimers Besitzungen in England und in der Normandie erbte sein ältester Sohn Hugh de Mortimer. Sein zweiter Sohn William war möglicherweise unehelich und erhielt von seinem Vater nur einen kleineren Landbesitz in den Welsh Marches. Seine Tochter Hawise heiratete Stephan von Aumale, mit dem Mortimer ab den 1090er Jahren politisch verbündet war und der dazu ein Neffe von König Wilhelm I. war.
Wie andere anglonormannische Magnaten war auch Mortimer gläubig, doch er machte der Kirche keine großen Landschenkungen. Dem von seinem Vater gegründeten Kloster von Saint Victor-en-Caux schenkte er ein kleines Gut in Hampshire, dazu bestätigte er die Schenkungen seiner Mutter an das Kloster. In England konzentrierte er seine Stiftungen auf die Pfarrkirche von Wigmore. Der Überlieferung nach soll er die Kirche 1100 in ein Kollegiatstift mit drei Pfründen umgewandelt haben, worauf der Bischof von Hereford die Kirche 1105 weihte. Für diese Überlieferung gibt es aber keine Belege, zumal die Diözese Hereford 1105 vakant war. Weiter bestätigte Mortimer Schenkungen von Vasallen von ihm an die Abtei Jumièges und an das Kathedralpriorat von Worcester.